# Carlos del Cerro Grande
Carlos del Cerro Grande (ur. 13 marca 1976 roku w Alcalá de Henares) – hiszpański sędzia piłkarski. Od 2013 roku sędzia międzynarodowy.
Del Cerro Grande znalazł się na liście 19 sędziów Mistrzostw Europy 2020.

## Sędziowane mecze Ligi Narodów UEFA 2018/19[3]
| Mecz                | Data       | Miejsce                 | Grupa              | Wynik | Żółta kartka | Czerwona kartka |
| ------------------- | ---------- | ----------------------- | ------------------ | ----- | ------------ | --------------- |
| Polska – Portugalia | 11.10.2018 | Stadion Śląski, Chorzów | Dywizja A, Grupa 3 | 2:3   | 6            | 0               |

## Sędziowane mecze Ligi Narodów UEFA 2020/21[3][4]
| Mecz                 | Data       | Miejsce                        | Grupa              | Wynik | Żółta kartka | Czerwona kartka |
| -------------------- | ---------- | ------------------------------ | ------------------ | ----- | ------------ | --------------- |
| Francja – Portugalia | 11.10.2020 | Stade de France, Saint-Dennis  | Dywizja A, Grupa 3 | 0:0   | 1            | 0               |
| Grecja – Słowenia    | 18.11.2020 | Apollon Smyrnis Stadium, Ateny | Dywizja C, Grupa 3 | 0:0   | 9            | 1               |

## Sędziowane mecze Mistrzostw Europy 2020[5]
| Mecz               | Data       | Miejsce                  | Runda        | Wynik | Żółta kartka | Czerwona kartka |
| ------------------ | ---------- | ------------------------ | ------------ | ----- | ------------ | --------------- |
| Francja – Niemcy   | 15.06.2021 | Allianz Arena, Monachium | Faza grupowa | 1:0   | 1            | 0               |
| Chorwacja – Czechy | 18.06.2021 | Hampden Park, Glasgow    | Faza grupowa | 1:1   | 4            | 0               |

## Sędziowane mecze Ligi Narodów UEFA 2022/23[3][6]
| Mecz                | Data       | Miejsce                  | Grupa              | Wynik | Żółta kartka | Czerwona kartka |
| ------------------- | ---------- | ------------------------ | ------------------ | ----- | ------------ | --------------- |
| Niemcy – Anglia     | 7.06.2022  | Allianz Arena, Monachium | Dywizja A, Grupa 3 | 1:1   | 1            | 0               |
| Finlandia – Rumunia | 23.09.2022 | Olympiastadion, Helsinki | Dywizja B, Grupa 3 | 1:1   | 5            | 0               |